# Prieuré Saint-Jacques de Mont-Alboin
Le prieuré Saint-Jacques de Mont-Alboin (Nonasterium S.Jacobi de Monte Alboini juxta castrum Thoarciense en latin) puis Saint-Jacques de Montauban depuis le XVIIe siècle (S. Jacobus de Monte Alboini) est un ancien prieuré situé à Saint-Jacques-de-Thouars, dans le département des Deux-Sèvres, en France. 

## Historique

### Fondation
Au Moyen Âge, Saint-Jacques de Mont-Alboin, qui s'appellera ensuite Saint-Jacques de Montauban puis Saint-Jacques-de-Thouars, dispose de deux prieurés : celui de Saint-Nicolas (fondé avant 1099) et celui de Saint-Jacques de Mont-Alboin. 
Au début du XIe siècle, le seigneur Rainauld achète, auprès de la Maison de Thouars, un alleu situé dans un lieu nommé Mont-Alboin pour y construire une église qu'il promet de céder aux moines de Saint-Jouin-de-Marnes. À la mort de Rainauld, c'est finalement son fils, le chevalier Dodelin, qui offre l'église en 1038 à l'abbaye Saint-Jouin de Marnes, avec la bénédiction de Geoffroy II de Thouars,,.

### Ordre religieux
Saint-Jacques de Mont-Alboin est un prieuré conventuel bénédictin qui dépend de l'abbaye Saint-Jouin de Marnes du diocèse de Poitiers,.

### Localisation
D'après l'historien Hugues Imbert, le prieuré se trouvait à proximité de l'actuelle église Saint-Jacques, elle-même située dans le centre du bourg.

### Revenus
En 1579, le revenu du prieuré est estimé à 46 sous tandis qu'il s'élève à 800 livres en 1698.
En 1728, les biens du prieuré consistent en maison, bordages, prés, bois taillis, dîmes, gros et rentes et le revenu s'établit à 450 livres.

### Période contemporaine
Le prieuré a été détruit en grande partie à une date inconnue (vraisemblablement sous la Révolution française). De nos jours, seule subsiste l'église Saint-Jacques située dans le centre du bourg. D'architecture romane, cette église est restaurée en 2021.

## Héraldique
« De gueules à une croix d'or, cantonnée de 4 fleurs de lys de même. »

## Personnalités liées
- Geoffroy II (vicomte de Thouars) qui assiste à la donation du prieuré à l'abbaye Saint-Jouin de Marnes en 1038.